# Associazione Svizzera di Football
L'Associazione Svizzera di Football (in lingua francese Association Suisse de Football; in tedesco Schweizerischer Fussballverband; in romancio Associaziun Svizra da Ballape), è l'organo di governo del gioco del calcio in Svizzera.

## Storia

Il vecchio logo della federazione

All'assemblea costitutiva dell'Associazione Svizzera di Football erano presenti 11 squadre: 
- Losanna Football and Cricket Club
- FC La Villa Ouchy
- FC Neuchâtel Rovers
- FC Yverdon
- FC Excelsior Zurigo
- FC San Gallo
- Grasshoppers Club Zurigo
- Basilea
- Anglo-American FC Zurigo
- FC Châtelaine Ginevra
- Villa Longchamp Losanna.

Il primo presidente fu Emil Westermann del Grasshoppers.

### Evoluzione numero di squadre
Squadre dal 1895 (compreso il calcio femminile e juniores).
| - 1895: 11 squadre - 1920: 281 squadre - 1930: 492 squadre - 1939: 631 squadre | - 1944: 523 squadre - 1950: 776 squadre - 1960: 945 squadre - 1970: 1.239 squadre | - 1980: 1.419 squadre - 1990: 1.473 squadre - 2000: 1.453 squadre - 2005: 1.414 squadre |

## Attività
L'Associazione Svizzera di Football dirige e organizza l'attività della Nazionale e delle nazionali giovanili; inoltre supervisiona e controlla i campionati professionistici (Super League e Challenge League), organizza i campionati a carattere semidilettantistico (Promotion League e 1ª Lega) e dilettantistico (Seconda Lega interregionale), e coordina i campionati di base (Seconda Lega, Terza Lega, Quarta Lega, Quinta Lega) attraverso le 13 Federazioni Regionali.
Promuove anche i tornei del campionato di calcio femminile, di calcio a 5 e le attività riservate ai settori giovanili. Allo scopo di promuovere il calcio giovanile e di base dal 1995 cinque allenatori seguono a tempo pieno i 25 giocatori più promettenti e allenano una squadra nazionale juniores.

## Organi

### Assemblea dei delegati
L'Assemblea dei delegati è composta da 28 delegati della Swiss Football League, 26 delegati della Prima Lega e 47 delegati della Lega Amatori.

### Consiglio delle Associazioni
Il Consiglio delle Associazioni è composto da 25 membri di cui 7 membri del Comitato centrale e 6 membri di ogni sezione.

### Comitato centrale
Il Comitato centrale è composto dal Presidente centrale, i tre Presidenti delle sezioni e un altro membro per ognuna delle sezioni.

### Il Tribunale Sportivo ASF
Composto da:
- un Presidente
- 3 Vice-presidenti
- 12 giudici
- 9 supplenti
- 6-9 cancellieri

### La Corte di Cassazione
Composta da:
- un Presidente
- 4 membri
- 3 supplenti

### La Commissione delle Finanze
Composta da:
- un Presidente
- 5 membri

## Associazioni regionali
| - AFV - Aargauischer Fussballverband (Canton Argovia) - AFBJ - Association de football Berne/Jura (Canton Berna/Canton Giura) - IFV - Innerschweizerischer Fussballverband (Svizzera Centrale) - FVNWS - Fussballverband Nordwestschweiz (Svizzera Nordoccidentale) - OFV - Ostschweizer Fussballverband (Svizzera Orientale) - SKFV - Solothurner Kantonal-Fussballverband (Canton Soletta) - FVRZ - Fussballverband Region Zürich (Regione di Zurigo) | - FTC - Federazione ticinese di calcio (Canton Ticino) - AFF - Association fribourgeoise de football (Canton Friburgo) - ACGF - Association cantonale genevoise de football (Canton Ginevra) - ANF - Association neuchâteloise de football (Canton Neuchâtel) - AVF - Association valaisanne de football (Canton Vallese) - ACVF - Association cantonale vaudoise de football (Canton Vaud) |

## Presidenti
| 1898: Emil J. Westermann, Zürich 1898–1898: Max Auckenthaler, Bern 1898–1899: Paul Kehrli, Lausanne 1899–1900: Henri Doll, Zürich 1900–1901: Dr. Hans Burckhardt, Basel 1901–1902: Hans Girsberger, Bern 1902–1903: Robert C. Westermann, Zürich 1903–1905: Dr. Fritz Curti, St. Gallen 1905–1906: Dr. Hans Enderli, Zürich 1906–1907: Albert Heiniger, Bern 1907–1909: Paul Buser, Basel 1909–1910: Louis Berthod, La Chaux-de-Fonds 1910–1911: Henry Ducommun, Lausanne 1911–1912: Henri Tschudi, St. Gallen 1912–1913: Dr. Fritz Curti, St. Gallen 1913–1916: Adrien Bech, Bern 1916–1917: Franz Rinderer, Basel | 1917–1920: Dr. Fritz Hauser, Basel 1920–1923: Marcel Henninger, Genf 1923–1925: Meinrad Ott, Zürich 1925–1929: Jakob Schlegel, Zürich 1929–1941: Otto Eicher, Bern 1941–1944: Dr. Robert Zumbühl, Zürich 1944–1947: Jean Krebs, Neuchâtel 1947–1954: Ernst Thommen, Basel 1954–1964: Gustav Wiederkehr, Zürich 1964–1975: Victor de Werra, Vétroz 1975–1983: Walter Baumann, Reinach BL 1983–1989: Heinrich Röthlisberger, Basel 1989–1993: Freddy Rumo, La Chaux-de-Fonds 1993–2001: Marcel Mathier, Sion 2001–2009: Ralph M. Zloczower, Bern 2009–2019: Peter Gilliéron, Bern 2019- ... : Dominique Blanc, Lausanne |